# Ruszkabánya község
Ruszkabánya község (románul: Comuna Rusca Montană) község Krassó-Szörény megyében, Romániában. Központja Ruszkabánya, hozzá tartozik Ruszkica.

## Népessége
A 2011-es népszámlálás adatai alapján a község népessége 1834 fő volt.